# Pseudohemihyalea syracosia
Pseudohemihyalea syracosia là một loài bướm đêm thuộc phân họ Arctiinae, họ Erebidae. It was formerly believed to be a đồng nghĩa của Pseudohemihyalea ambigua. Nó được tìm thấy ở Michoacán, Mexico to Honduras.
Chiều dài cánh trước khoảng 20 mm. Con trưởng thành bay từ tháng 5 đến tháng 9.
Ấu trùng có thể ăn các loài Pinus.